# Jonathan Mitchell
Jonathan Mitchell (Los Angeles, 7 de setembre de 1955) és un escriptor i blogger autista estatunidenc que escriu sobre l'autisme, incloent la neurociència del trastorn i sobre el moviment de la neurodiversitat. És una figura controvertida entre els bloggers autistes per la seva oposició a la neurodiversitat, la seva visió de l'autisme com una discapacitat i el seu desig de curar l'autisme. La seva novel·la The Mu Rhythm Bluff tracta sobre un home autista de 49 anys que experimenta amb l'estimulació magnètica transcranial per tractar el seu autisme.

## Biografia
Mitchell va néixer el 1955 i als 12 anys li van diagnosticar autisme. De petit, va assistir a la teràpia psicoanalítica. També va assistir a escoles d'educació especial i generalitzades degut a expulsions i assetjaments. Mitchell ha fet treballs d'entrada de dades, però ha estat acomiadat moltes vegades pel seu comportament. Després de retirar-se als 51 anys, va intentar obtenir una renda de discapacitat de la Seguretat Social (SSDI), però no va tenir èxit. Viu a Los Angeles i compta amb el suport dels seus pares.
Mitchell ha participat com a voluntari en investigacions científiques per a l'autisme, i ha exercit com a objecte experimental d'Eric Courchesne.

## Advocació
Newsweek ha descrit Mitchell com una veu controvertida a la blogosfera de l'autisme per voler una cura i per discutir la necessitat de considerar els efectes a llarg termini de l'autisme. Mitchell ha estat criticat per altres bloggers sobre autisme per la seva postura preventiva. El 2015, durant la realització d'una entrevista de Newsweek, els crítics de Mitchell van demanar al periodista que no escrigués sobre ell. En un comentari del 2015 a The Huffington Post, l'immunòleg i partidari de la comunitat autista Neil Greenspan va mencionar seria molt poc probable que Mitchell exigís als altres que busquessin tractament contra l'autisme en cas que estigués àmpliament disponible.
Responent al comentari de Mitchell sobre la neurodiversitat a la revista The Spectator, Nick Cohen va estar d'acord amb la seva declaració que molts defensors de la neurodiversitat poden mantenir les seves carreres gràcies als familiars, i que no poden parlar els que tenen efectes més greus. Jonathan Rose, professor d'història de la Universitat Drew, va estar d'acord amb aquest comentari (que la neurodiversitat està sobrerepresentada als mitjans de comunicació i al Comitè de coordinació entre agències sobre l'autisme (Interagency Autism Coordinating Committee, IACC)), ja que les persones profundament autistes tenen problemes per defensar-se. Per contra, l'escriptora Jessie Hewitson va descriure moltes de les dificultats associades a l'autisme com a reptes, però que el seu autisme no és «una aflicció».

## Interessos
Mitchell ha escrit la novel·la The Mu Rhythm Bluff, que tracta sobre un home de 49 anys que experimenta estimulació magnètica transcranial per tractar el seu autisme. Pel que fa a la novel·la, el professor de neurobiologia Manuel Casanova va escriure que va quedar impressionat amb els coneixements científics de Mitchell. Mitchell ha estat treballant en una altra novel·la titulada The School of Hard Knocks, que tracta sobre una escola d'educació especial abusiva. També ha escrit vint-i-cinc relats breus. L'obra de Mitchell ha estat comparada pel novel·lista Lawrence Osborne amb l'obra de David Miedzianik, un poeta i escriptor autista del Regne Unit.
Mitchell va servir de subjecte per a un estudi amb IRM realitzat per l'investigador sobre l'autisme Eric Courchesne. Ha estat intercanviant correus electrònics amb el neuròleg Marco Iacoboni amb preguntes sobre les neurones mirall des del 2010. Mitchell també ha seguit el treball de Casanova, que se centra en les anormalitats en les minicolumnes del cervell.